# محمد من كرمايان
محمد من كرمايان كان سيد جرميان من 1340 إلى 1361. استعاد كولا وأنجير من الشركة القطلونية . 
لعب الممثل التركي ايمره دينلار دور السيد محمد في مسلسل المؤسس عثمان.